# 탁월한 가환환
가환대수학과 대수기하학에서 탁월한 가환환(卓越한可換環, 영어: excellent commutative ring)은 차원의 개념이 잘 정의되며(즉, 현수환이며), 완비화가 ‘잘 작동하며’, 거의 모든 점들이 특이점이 아니며 (즉, 특이점의 집합이 닫힌집합이며), 이 성질들이 가환대수학의 주요 연산(국소화, 다항식환, 몫환 등)에 대하여 보존되는 뇌터 가환환이다. 즉, 이러한 가환환은 대수기하학이나 대수적 수론에 등장하는 주요 가환환들과 유사한 성질을 갖는다.

## 정의
가환환의 임의의 소 아이디얼 {\displaystyle {\mathfrak {p}}\in \operatorname {Spec} R}에 대하여, 국소환의 잉여류체를 {\displaystyle \kappa ({\mathfrak {p}})}라고 하자.
뇌터 국소 가환환 {\displaystyle (R,{\mathfrak {m}})}에 대하여 다음 조건을 생각하자.
- (G) 임의의 {\displaystyle {\mathfrak {p}}\in \operatorname {Spec} R} 및 {\displaystyle \kappa ({\mathfrak {p}})}의 유한 확대 {\displaystyle K/\kappa ({\mathfrak {p}})}에 대하여, {\displaystyle {\hat {R}}\otimes _{R}K}는 정칙 국소환이다.

여기서 {\displaystyle {\hat {R}}}는 {\displaystyle R}의 완비 국소환이다.
뇌터 가환환 {\displaystyle R}이 다음 조건들을 만족시킨다면, 탁월한 가환환이라고 한다.:Definition 1.7
- 임의의 극대 아이디얼 {\displaystyle {\mathfrak {m}}\in \operatorname {Max} (R)}에 대하여, {\displaystyle R_{\mathfrak {m}}}이 (G)를 만족시킨다.
- 임의의 유한 생성 {\displaystyle R}-가환 결합 대수 {\displaystyle A}에 대하여,
  - (C) {\displaystyle A}는 현수환이다. (즉, {\displaystyle R}는 보편 현수환이다.)
  - (J) {\displaystyle A}의 소 아이디얼 가운데, 정칙 국소환을 정의하는 것들의 집합은 {\displaystyle \operatorname {Spec} A} 속의 열린집합이다.

만약 (C)조건을 생략한다면, 준탁월한 가환환(영어: quasiexcellent commutative ring)이라고 한다.
보다 일반적으로, 탁월한 가환환의 아핀 스킴으로 구성된 열린 덮개를 갖는 국소 뇌터 스킴을 탁월한 스킴(영어: excellent scheme)이라고 한다.

## 성질
임의의 탁월한 가환환의 소 아이디얼 (스펙트럼의 점) 가운데, 정칙 국소환을 정의하는 것들의 집합은 열린집합이다. 즉, 특이점들의 집합은 닫힌집합이다.

### 연산에 대한 닫힘
탁월한 가환환 {\displaystyle R}가 주어졌을 때, 다음과 같은 가환환들 역시 탁월한 가환환이다.
- 곱셈 부분 모노이드 {\displaystyle S\subseteq R}에 대하여, 국소화 {\displaystyle S^{-1}R}
- 다항식환 {\displaystyle R[x_{1},x_{2},\dotsc ,x_{n}]}
- 임의의 아이디얼 {\displaystyle {\mathfrak {i}}\subseteq R}에 대하여, 몫환 {\displaystyle R/{\mathfrak {i}}}

탁월한 가환환 {\displaystyle R}의 아이디얼 {\displaystyle {\mathfrak {i}}\subseteq R}가 주어졌을 때, 완비화
{\displaystyle {\hat {R}}=\varprojlim _{n\to \infty }R/{\mathfrak {i}}^{n}}
를 취할 수 있다. 이 경우, 만약 다음 두 조건 가운데 하나 이상이 성립한다면, {\displaystyle {\hat {R}}} 역시 탁월한 가환환이다.:Theorem 1.11
- {\displaystyle R}의 극대 아이디얼의 수는 유한하다.
- {\displaystyle \mathbb {Q} \subseteq R}이다.

## 예
다음과 같은 가환환은 탁월한 가환환이다.
- 자명환 {\displaystyle 0}
- 모든 체
- 모든 뇌터 완비 국소환
- 표수가 0인 데데킨트 정역

### 반례
양의 표수에서는 탁월한 가환환이 아닌 이산 값매김환이 존재한다. 구체적으로,
- 소수 {\displaystyle p}
- 표수 {\displaystyle p}의 체 {\displaystyle K}. 또한 {\displaystyle [K:K^{p}]=\infty }라고 하자. ({\displaystyle K^{p}=\{a^{p}\colon a\in K\}}는 프로베니우스 사상의 치역이다.)

이 경우,
{\displaystyle R=\left\{\sum _{i}a_{i}x^{i}\in K[\![x]\!]\colon [K^{p}(a_{0},a_{1},\dots ):K^{p}]<\infty \right\}\subsetneq K[\![x]\!]}
라고 하자. 그렇다면 이는 이산 값매김환이며 따라서 보편 현수환이지만, 탁월한 가환환이 아니다.

## 역사
탁월한 가환환의 개념은 알렉산더 그로텐디크가 1965년에 도입하였다.